# Reichstag (Colección de Archivos Imperiales)
Tras la formación del Imperio Alemán en 1871 la Comisión Histórica de la Academia Bávara de las Ciencias empezó a reunir archivos del imperio (Reichsakten) y de las dietas imperiales (Reichstagsakten). En 1893 la comisión publicó el primer volumen. Actualmente se están recogiendo e investigando los correspondientes al periodo 1524 – 1527, hasta al año 1544. En 1992 se publicó un volumen de la Dra. Rosamarie Aulinger de Viena, sobre el Reichstag en Ratisbona, en 1532, incluyendo las negociaciones de paz con los Protestantes en Schweinfort y Núremberg.
Es necesario acceder, recopilar y trabajar con gran cantidad de documentos en numerosos archivos y bibliotecas de Alemania, Austria, Suiza, Francia, Italia, España, Dinamarca, Reino Unido y Polonia.
Una lista en internet titulada Das Reich um 1500, Dynastien - Fürstentümer - Residenzen, Höfe und Residenzen im spätmittelalterlichen Reich, "El Imperio sobre 1500, Dinastías, Ducados, Residencias, Cortes Ducales y Residencias a finales de la Edad Media" identifica los miles de localidades diferentes. Da una idea de la tarea monumental que implica localizar y trabajar sobre estos documentos oficiales, que se extienden a lo largo de distintas áreas y gobiernos que tienen el derecho de elegir su lugar preferido de gobierno y residencia.